# Fadogia elskensii
Fadogia elskensii är en måreväxtart som beskrevs av De Wild.. Fadogia elskensii ingår i släktet Fadogia och familjen måreväxter.

## Underarter
Arten delas in i följande underarter:
- F. e. elskensii
- F. e. ufipaensis